# Tessy Thomas
Tessy Thomas (ur. kwiecień 1963 r. w Alappuzha) – indyjska naukowczyni i dyrektorka generalna systemów lotniczych, dyrektorka projektu pocisku Agni-IV w Raksā Anūsandhān Evam Vikās Sangaṭhan. Pierwsza naukowczyni, która kieruje projektem rakietowym w Indiach.

## Życiorys
Tessy Thomas urodziła się w kwietniu 1963 r. w Alappuzha w Kerali w syryjskiej rodzinie chrześcijańskiej. Istnieją sprzeczne informacje na temat tego, czy jej ojciec był oficerem IFS, czy też drobnym biznesmenem lub księgowym.
Tessy dorastała w pobliżu stacji wyrzutni rakiet Thumba, wtedy zaczęła się jej fascynacja rakietami i pociskami.
Tessy Thomas studiowała w Alleppey. Zdobyła stuprocentowe wyniki z matematyki podczas 11. i 12. roku nauki w szkole.
Wzięła pożyczkę edukacyjną w wysokości 100 rupii miesięcznie ze State Bank of India na studia inżynierskie na uczelni w Triśur. Otrzymała również stypendium.
Uzyskała tytuł magistra w Instytucie Technologii Uzbrojenia w Pune (obecnie znany jako Instytut Zaawansowanych Technologii Obrony). Ukończyła również studia MBA w zarządzaniu operacjami oraz doktorat w ramach Raksā Anūsandhān Evam Vikās Sangaṭhan.
Tessy Thomas dołączyła do DRDO w 1988 r., gdzie pracowała nad projektem i rozwojem pocisku balistycznego nowej generacji Agni. Została powołana przez dr Abdula Kalama do projektu Agni. Ponadto Tessy była zastępcą dyrektora projektu w projekcie rakietowym Agni-III o zasięgu 3000 km. Była dyrektorką projektu misji Agni IV, która została pomyślnie przetestowana w 2011 roku. Później Tessy została mianowana dyrektorką projektu Agni-V o zasięgu 5000 km w 2009 r., który pomyślnie przeszedł testy 19 kwietnia 2012 r. W 2018 r. została Dyrektorem Generalnym ds. Systemów Lotniczych Raksā Anūsandhān Evam Vikās Sangaṭhan.
Jest stypendystką na różnych uniwersytetach, takich jak Indian National Academy of Engineering (INAE) i Tata Administrative Service (TAS).
Thomas otrzymała Lal Bahadur Shastri National Award za swój wkład w uczynienie Indii samowystarczalnymi w dziedzinie technologii rakietowej.